# Zambie aux Jeux olympiques d'été de 2004
La Zambie a envoyé six athlètes aux Jeux olympiques de 2004 à Athènes en Grèce.

## Résultats

### Athlétisme
800 m homme :
- Prince Mumba : 55e place au classement final

100 m femme :
- Carol Mokola : 51e place au classement final

### Boxe
64 kg homme :
- Davis Mwale : Quart de finale

69 kg homme :
- Ellis Chibuye : Ronde des 16

### Natation
100 m brasse homme :
- Chisela Kanchela : 57e place au classement final

50 m style libre femme :
- Jakie Wellman : 50e place au classement final

## Officiels
- Président : Patrick S. Chamunda
- Secrétaire général : Mirriam M. Moyo